# Espectro político

Gráfico de espectro político de dois eixos com um eixo socioeconômico horizontal e um eixo sociocultural vertical e ideologicamente representativo — um exemplo para um modelo frequentemente usado do espectro político.

Exemplo de um digrama de espectro político

Um espectro político é um sistema para caracterizar e classificar diferentes posições políticas em relação umas às outras sobre um ou mais eixos geométricos que representam as dimensões políticas independentes.
A maioria dos espectros de longa data inclui a dimensão esquerda-direita, que originalmente se referia a arranjos dos assentos no parlamento francês após a Revolução Francesa (1789–1799), com radicais sentados à esquerda e os aristocratas sentados à direita. Enquanto o comunismo e o socialismo são geralmente considerados internacionalmente como estando à esquerda, o conservadorismo e o fascismo são considerados internacionalmente como estando à direita. O liberalismo pode significar coisas diferentes em diferentes contextos: às vezes à esquerda (liberalismo social), às vezes à direita (liberalismo clássico). Aqueles com uma visão intermediária são às vezes classificados como centristas. Dito isso, liberais e neoliberais são frequentemente chamados de centristas também. A política que rejeita o espectro esquerda-direita convencional é frequentemente conhecida como política sincrética, embora o rótulo tenda a caracterizar incorretamente as posições que têm uma localização lógica em um espectro de dois eixos, porque parecem aleatoriamente reunidas em um espectro de um eixo da esquerda para a direita.
A ciência política e os cientistas políticos têm notado frequentemente que um único eixo esquerdo-direito é simplista demais e insuficiente para descrever a variação existente nas crenças políticas e por isso inclui outros eixos. Embora as palavras descritivas nos polos opostos possam variar, os eixos dos espectros biaxiais populares são geralmente divididos entre questões econômicas (em uma dimensão esquerda-direita) e questões socioculturais (em uma dimensão autoridade-liberdade).

## Modelos
O primeiro modelo de espectro político coloca as diversas vertentes ao longo de um eixo cujos extremos são esquerda e direita. Esta distinção surgiu originalmente no Antigo Regime do parlamento francês no século XVIII, onde os parlamentares alinhados com certas correntes políticas sentavam-se à esquerda ou à direita no plenário.

Algumas clivagens políticas em torno das quais se organizam alguns modelos de espectro político

Diversos estudiosos procuraram distribuir o espectro político de maneira formal e objetiva. Alguns critérios propostos são:
- Individualismo versus comunitarismo;
- Papel da religião no governo (laicismo);
- Intervencionismo versus multilateralismo na política externa;
- Pacifismo versus militarismo na expressão política;
- Liberalismo versus protecionismo no comércio internacional;
- Multiculturalismo versus nacionalismo na cultura local;
- Centralismo versus federalismo na organização do governo.

Dentre os diversos modelos propostos, os modelos em dois eixos propostos por Hans Eysenck e David Nolan se destacam. Eysenck mantém o eixo entre esquerda e direita representando política econômica e acrescenta um eixo vertical, distribuindo as vertentes entre liberais (para baixo) e autoritárias (para cima). O modelo de Nolan, por sua vez, apresenta um eixo associado à liberdade econômica e outro associado à liberdade pessoal.

### Leonard W. Ferguson
Em 1950, Leonard W. Ferguson analisou os valores políticos usando dez escalas de medição de atitudes para: controle de natalidade, pena capital, censura, comunismo, evolução, lei, patriotismo, teísmo, o tratamento de criminosos e guerra. Apresentando os resultados de análise fatorial, ele foi capaz de identificar três fatores, que chamou de "Religionismo", "Humanitarismo" e "nacionalismo". Ele definiu Religionismo como a crença em Deus junto de atitudes negativas em relação à evolução e ao controle de natalidade; Humanitarismo como estando relacionado a atitudes opostas à guerra, a pena capital e o severo tratamento de criminosos; e "Nacionalismo" como a variação de opiniões sobre a censura, a lei, o patriotismo e o comunismo.
Este sistema foi obtido empiricamente, ao invés de conceber um modelo político em bases puramente teóricas e testá-lo, a pesquisa de Ferguson foi exploratória. Como resultado deste método, é preciso ter cuidado na interpretação dos três fatores de Ferguson, pois a análise fatorial irá imprimir um "fator" abstrato quer seja o fator real objetivamente existente ou não. Embora a replicação do fator "Nacionalismo" fosse inconsistente, o "Religionismo"  e "Humanitarismo" tiveram um número de repetições por Ferguson e outros.

### Hans Eysenck
Pouco depois, Hans Eysenck começou a pesquisar as atitudes políticas na Grã-Bretanha. Ele acreditava que havia algo existencialmente semelhante entre os nacional-socialistas ou os nazistas por um lado, e comunistas por outro lado, apesar de suas posições opostas sobre o eixo esquerda-direita. Como Hans Eysenck descreveu em seu livro de 1956 Sense and Nonsense in Psicology, Eysenck compilou uma lista de declarações políticas encontrados em jornais e panfletos políticos e perguntou a pessoas sobre a concordância ou discordância com cada uma delas. Submetendo os valores deste questionário ao mesmo processo de análise fatorial usado por Ferguson, Eysenck tirou dois fatores, que ele chamou de "Radicalism" (R-Factor) e "Tender-Mindedess" (T-Factor).
Apesar da diferença de metodologia, localização e teoria, os resultados obtidos por Eysenck e Ferguson alinharam; simplesmente girar dois fatores de Eysenck a 45 graus rende os mesmos fatores de Religionismo e Humanitarismo identificados por Ferguson na América.
As dimensões de Eysenck de "R" e "T" foram encontradas por análises fatoriais de valores na Alemanha, na Suécia, França, e Japão.
Um interessante resultado de Eysenck observado em seu trabalho de 1956 foi que no Estados Unidos e Grã-Bretanha, a maior parte da variância política era englobada pelo eixo esquerda/direita, enquanto na França, o eixo "T" foi maior, e no Médio Oriente, a única dimensão encontrada foi o eixo "T". "Entre árabes do Leste, verificou-se que, enquanto a dimensão é "tough-minded/tender-minded" claramente expresso nas relações observadas entre as diferentes atitudes, não há nada que corresponda ao radical-conservador contínuo".

### Milton Rokeach
Insatisfeito com o trabalho de Hans J. Eysenck, Milton Rokeach desenvolveu seu próprio modelo de dois eixos de valores políticos, em 1973, baseando-se esta nas ideias de Liberdade e Igualdade, que descreveu em seu livro, The Nature of Human Values.
Milton Rokeach alegou que a diferença de definição entre a política de esquerda e direita foi que a esquerda salientou a importância da igualdade mais do que a direita. Apesar de suas críticas ao eixo tough-tender de Eysenck, Rokeach também postulou uma semelhança fundamental entre comunismo e nazismo, afirmando que esses grupos não valorizam a liberdade como os sociais-democratas, socialistas democratas e capitalistas e escreveu que "o modelo de dois valores aqui apresentado se assemelha com a hipótese de Eysenck".

### Hannah Arendt
Hannah Arendt propôs em 1951 em "Origens do Totalitarismo" a classificação do espectro político considerada "consenso entre os historiadores atualmente". Hannah Arendt não utiliza os termos "esquerda" e "direita". Para Arendt temos "o conjunto dos dois regimes totalitários, como nazismo, os regimes liberais e os regimes autoritários (Itália, Espanha, Hungria, América Latina) que provêm das categorias clássicas da ditadura e da tirania, organizadas por Aristóteles."